# Luxor Hotel
Il Luxor Hotel è un resort, ossia una struttura polivalente che funge da albergo, casinò e luogo di intrattenimento, situato al numero 3900 della Las Vegas Blvd, nel sud di Las Vegas.
Il Luxor è situato all'estremità sud della famosa Strip, davanti all'Aeroporto Internazionale di Las Vegas-McCarran, ed è incastonato tra l'Excalibur e il Mandalay Bay. Le tre strutture sono collegate tra loro da una ferrovia interna.
Il tema portante dell'albergo, che può contare una capacità di 4407 tra stanze e suite, è indubbiamente l'antico Egitto: la forma a piramide lo rende infatti uno dei più riconoscibili hotel-casinò della città. È stato inoltre uno dei primi alberghi ad essere costruito con un tema portante. La costruzione iniziò nel 1991 parallelamente alla costruzione di altri grandi resort tematici come il Treasure Island e il restauro dell'MGM Grand, ed aprì i battenti il 15 ottobre di due anni dopo.
È l'unico hotel al mondo provvisto di "inclinators", ossia speciali tipi di ascensori che salgono e scendono in senso obliquo (sono inclinati di 39°) seguendo l'inclinazione della piramide. Oltre ai normali ascensori presenti nel resort, gli inclinators permettono anch'essi di accedere alle camere e il loro utilizzo è riservato esclusivamente ai clienti e al personale del resort. Inoltre, sulla punta della piramide è presente una sorta di faro molto potente, visibile anche dallo spazio.
Il Luxor Hotel venne edificato dalla Mandalay Resort Group. Nel giugno 2004, la compagnia fu acquistata dalla rivale MGM Mirage, che divenne quindi proprietaria di quasi tutte le strutture della Las Vegas Strip.